# Liste des héritiers des trônes de Serbie et de Yougoslavie
Pour les articles homonymes, voir Prince héritier et Trône (homonymie).
Sous les monarchies serbe, « pré-yougoslave » et yougoslave plusieurs princes ont été les héritiers du trône.
L’héritier du trône, fils du souverain, porte le titre de « prince royal » (complété du nom du royaume).

## Liste des princes royaux de Serbie

### Maison Obrénovitch
Faute de descendance, il n’y a pas d’héritier du trône sous le règne d’Alexandre Ier. Le roi et la reine Draga avaient envisagé de désigner comme héritier le prince Mirko de Monténégro, grand-voïvode de Grahovo et de Zeta, lié par sa femme aux Obrénovitch, ou bien le frère de la souveraine, Nikodije Lunjevica. La mise en place de la succession, désapprouvée par une partie de l’armée, aboutit en 1903 à l’exécution du roi Alexandre.

### Maison Karageorgévitch
| Rang | Portrait                          | Héritier                                                                        | Période                                                     | Roi        | Maison                                                |
| ---- | --------------------------------- | ------------------------------------------------------------------------------- | ----------------------------------------------------------- | ---------- | ----------------------------------------------------- |
| 1    | Georges, prince royal de Serbie   | Georges Né le 26 août 1887 à Cetinje — Mort le 17 octobre 1972 à Belgrade       | 15 juin 1903 — 27 mars 1909 (5 ans, 9 mois et 12 jours)     | Pierre Ier | Maison Karageorgévitch (fils de Pierre Ier de Serbie) |
| 2    | Alexandre, prince royal de Serbie | Alexandre Né le 16 décembre 1888 à Cetinje — Mort le 9 octobre 1934 à Marseille | 27 mars 1909 — 1er décembre 1918 (9 ans, 8 mois et 4 jours) | Pierre Ier | Maison Karageorgévitch (fils de Pierre Ier de Serbie) |

## Liste des princes royaux des Serbes, Croates et Slovènes

### Maison Karageorgévitch
| Rang | Portrait                                                | Héritier                                                                         | Période                                                      | Roi           | Maison                                                       |
| ---- | ------------------------------------------------------- | -------------------------------------------------------------------------------- | ------------------------------------------------------------ | ------------- | ------------------------------------------------------------ |
| 2    | Alexandre, prince royal des Serbes, Croates et Slovènes | Alexandre Né le 16 décembre 1888 à Cetinje — Mort le 9 octobre 1934 à Marseille  | 1er décembre 1918 — 16 août 1921 (2 ans, 8 mois et 15 jours) | Pierre Ier    | Maison Karageorgévitch (fils de Pierre Ier de Serbie)        |
| —    | Arsène de Yougoslavie                                   | Arsène Né le 16 avril 1859 à Timișoara — Mort le 19 octobre 1938 à Paris         | 16 août 1921 — 6 septembre 1923 (2 ans et 21 jours)          | Alexandre Ier | Maison Karageorgévitch (fils d’Alexandre de Serbie)          |
| 3    | Pierre, prince royal des Serbes, Croates et Slovènes    | Pierre Né le 6 septembre 1923 à Belgrade — Mort le 3 novembre 1970 à Los Angeles | 6 septembre 1923 — 3 octobre 1929 (6 ans et 27 jours)        | Alexandre Ier | Maison Karageorgévitch (fils d’Alexandre Ier de Yougoslavie) |

## Liste des princes royaux de Yougoslavie

### Maison Karageorgévitch
Lorsque la ligne du tableau prend la couleur rose dragée, cela signifie que l’héritier du trône ne porte pas le titre de prince royal.
| Rang | Portrait                               | Héritier                                                                         | Période                                                      | Roi           | Maison                                                       |
| ---- | -------------------------------------- | -------------------------------------------------------------------------------- | ------------------------------------------------------------ | ------------- | ------------------------------------------------------------ |
| 3    | Pierre, prince royal de Yougoslavie    | Pierre Né le 6 septembre 1923 à Belgrade — Mort le 3 novembre 1970 à Los Angeles | 3 octobre 1929 — 9 octobre 1934 (5 ans et 6 jours)           | Alexandre Ier | Maison Karageorgévitch (fils d’Alexandre Ier de Yougoslavie) |
| —    | Tomislav de Yougoslavie                | Tomislav Né le 19 janvier 1928 à Belgrade — Mort le 12 juillet 2000 à Topola     | 9 octobre 1934 — 17 juillet 1945 (10 ans, 9 mois et 8 jours) | Pierre II     | Maison Karageorgévitch (fils d’Alexandre Ier de Yougoslavie) |
| 4    | Alexandre, prince royal de Yougoslavie | Alexandre Né le 17 juillet 1945 à Londres                                        | 17 juillet 1945 — 29 novembre 1945 (4 mois et 12 jours)      | Pierre II     | Maison Karageorgévitch (fils de Pierre II de Yougoslavie)    |

## Liste des héritiers des prétendants au trône

### Trône de Yougoslavie
Lorsque la ligne du tableau prend la couleur rose dragée, cela signifie que l’héritier du prétendant ne porte pas le titre de « prince royal ».
| Rang  | Portrait                               | Héritier                                                                     | Période                                                         | Prétendant       | Maison                                                          |
| ----- | -------------------------------------- | ---------------------------------------------------------------------------- | --------------------------------------------------------------- | ---------------- | --------------------------------------------------------------- |
| 4     | Alexandre, prince royal de Yougoslavie | Alexandre Né le 17 juillet 1945 à Londres                                    | 29 novembre 1945 — 3 novembre 1970 (24 ans, 11 mois et 5 jours) | « Pierre II »    | Maison Karageorgévitch (fils de Pierre II de Yougoslavie)       |
| —     | Tomislav de Yougoslavie                | Tomislav Né le 19 janvier 1928 à Belgrade — Mort le 12 juillet 2000 à Topola | 3 novembre 1970 — 5 février 1980 (9 ans, 3 mois et 2 jours)     | « Alexandre II » | Maison Karageorgévitch (fils d’Alexandre Ier de Yougoslavie)    |
| « 5 » | Pierre, prince héritier de Yougoslavie | Pierre Né le 5 février 1980 à Chicago                                        | 5 février 1980 — 4 février 2003 (22 ans, 11 mois et 30 jours)   | « Alexandre II » | Maison Karageorgévitch (fils d’« Alexandre II de Yougoslavie ») |

### Trône de Serbie
| Rang  | Portrait                          | Héritier                              | Période                                                     | Prétendant       | Maison                                                     |
| ----- | --------------------------------- | ------------------------------------- | ----------------------------------------------------------- | ---------------- | ---------------------------------------------------------- |
| « 5 » | Pierre, prince héritier de Serbie | Pierre Né le 5 février 1980 à Chicago | 4 février 2003 — 27 avril 2022 (19 ans, 2 mois et 23 jours) | « Alexandre II » | Maison Karageorgévitch (fils d’« Alexandre II de Serbie ») |
| « 6 » | Filip, prince héritier de Serbie  | Filip Né le 15 janvier 1982 à Fairfax | Depuis le 27 avril 2022 (3 ans, 3 mois et 12 jours)         | « Alexandre II » | Maison Karageorgevitch (fils d’« Alexandre II de Serbie ») |